# Faxe Jernbane
Faxe Jernbane var et privat jernbaneselskab, der etablerede jernbanestrækningen Stubberup-Faxe Ladeplads i 1864 for transport af kalk fra kalkbruddet til havnen. Den 6,5 km lange strækning er i dag en del af Østbanen.
Der er noget tvivl om strækningens oprindeligt anvendte sporvidde. Den angives ganske vist flere steder i litteraturen som 791 mm, men i leveringsprotokollen hos lokomotivfabrikken Krauss angiver i 1874, 1907, 1914 og 1927 at have leveret lokomotiver med sporvidden 785 mm.
Det er noget uklart, hvorfor der omtales en på sporvidde 791 mm. Der må sandsynligvis være sket et skift i løbet af årene, eftersom Faxe Kalkbrud omkring 1970 bestilte 2 diesellokomotiver hos Schöma med en ønsket sporvidde på 791 mm.

## Galleri
- Schöma-diesellokomotiv med tipvogne i Stubberup.
- Arbejdstog mellem Faxe Ladeplads og Stubberup.
- Arbejdstog i Faxe Ladeplads.
- Damplokomotivet FJ V hos Hedelands Veteranbane.